# Trylogia Dziedzictwa
Trylogia Dziedzictwa (ang. The Inheritance Trilogy) – debiutancka trylogia fantasy amerykańskiej pisarki Nory K. Jemisin, wydawana w latach 2010-2011. W Polsce ukazał się tylko pierwszy tom pod tytułem Sto Tysięcy Królestw nakładem Papierowego Księżyca i w tłumaczeniu Kingi Składanowskiej. Opowiada o młodej dziewczynie pochodzącej z barbarzyńskiej krainy, która ma szansę objąć władanie w potężnym państwie. Pierwszy tom w 2010 wygrał Nagrodę Locusa w kategorii dla debiutantów.

## Książki w serii
| Numer w serii | Polski tytuł         | Oryginalny tytuł              | Oryginalny nr ISBN | Polski nr ISBN         | Data oryginalnego wydania | Komentarz |
| ------------- | -------------------- | ----------------------------- | ------------------ | ---------------------- | ------------------------- | --------- |
| 1             | Sto tysięcy królestw | The Hundred Thousand Kingdoms | ISBN 0-316-04391-5 | ISBN 978-83-61386-11-7 | 2010                      |           |
| 2             | -                    | The Broken Kingdoms           | ISBN 0-316-04396-6 | -                      | 2010                      |           |
| 3             | -                    | The Kingdom of Gods           | ISBN 1-84149-819-X | -                      | 2011                      |           |